# 1957 en chimie
Cet article présente les faits marquants de l'année 1957 en chimie.

## Évènements
- 1er mars : le biochimiste américain John C. Sheehan (en) annonce la synthèse de la pénicilline au Massachusetts Institute of Technology dans un article publié au Journal of the American Chemical Society[1].

## Prix
- Prix Nobel de chimie : Alexander Robert Todd pour ses travaux sur les nucléotides et les coenzymes nucléotidiques[2].
- Prix Procter & Gamble : Peter J.W. Debye[3]
- Médaille Garvan-Olin : Lucy Weston Pickett[4]
- Prix Ernest-Guenther : Derek Barton[5]
- ACS Award in Pure Chemistry : Gilbert J. Stork[6]
- Médaille Priestley : Farrington Daniels[7],[8]
- Médaille Davy : Kathleen Lonsdale en reconnaissance de ses études remarquables sur la structure et la croissance des cristaux[9],[10],[11],[12],[13].
- Claude S. Hudson Award in Carbohydrate Chemistry : Julian K. Dale[14]
- Médaille William-H.-Nichols : Louis P. Hammett[15]

## Naissances
- 15 mars : Florence Babonneau, chimiste française.
- 3 juillet : Daniel G. Nocera, chimiste américain.

## Décès
- 11 mai[16] : Théophile de Donder (né en 1872), physicien, mathématicien et chimiste belge.
- 5 août[17] : Heinrich Otto Wieland (né en 1877), chimiste allemand.
- 16 août[18] : Irving Langmuir (né en 1881), chimiste et physicien, prix Nobel de chimie en 1932[19],[2].
- 23 août[20] : Eugène Schueller (né en 1881), chimiste et chef d'entreprise français, fondateur du groupe L'Oréal.

- 9 octobre : Morris Selig Kharasch (né en 1895), chimiste américain.
- 26 octobre : Gerty Theresa Cori (né en 1896), biochimiste américaine.